# Tachina venosa
Tachina venosa är en tvåvingeart som beskrevs av Johann Wilhelm Meigen 1824. Tachina venosa ingår i släktet Tachina och familjen parasitflugor. Inga underarter finns listade i Catalogue of Life.